# سميرة أحمد (ممثلة إماراتية)
سميرة أحمد (8 يناير 1963 -)، ممثلة ومنتجة إماراتية.

## عن حياتها
بدأت حياتها الفنية بسن صغيرة وذلك عندما انضمت إلى مسرح دبي الشعبي في عام 1977، عرفها الجمهور بعد مشاركتها في مسلسل إليكم مع التحية وكذلك بعدما ظهرت في العديد من الأعمال التلفزيونية وتنوعت أدوارها بين الأم الحنون والشريرة، توزعت أعمالها على دول الخليج.

## أعمالها

### من المسلسلات
- 1985: فايز التوش - الجزء الثاني.
- 1986: إليكم مع التحية.
- 1987: التائهة.
- 1990: سيف نشوان.
- 1990: تناتيف.
- 1992: حلم شهريار.
- 1992: الوريث.
- 1993: السر في بير.
- 1994: عفواً سيدي الوالد.
- 1995: أبي عفواً.
- 1995: جميلة.
- 1995: عيني يا بحر.
- 1996: البيوت أسرار.
- 1996: عجايب زمان.
- 1997: حتى إشعار آخر.
- 1998: أحلام السنين.
- 1999: بنت الشمار.
- 1999: خليل في مهب الريح.
- 2001: الكفن.
- 2002: عمى ألوان.
- 2002: حكم البشر.
- 2003: شمس القوايل.
- 2005: الدريشة.
- 2005: حاير طاير - الجزء الرابع.
- 2006: جمرة غضى.
- 2007: بنت النور.
- 2007: وجه آخر.
- 2007: همس الحراير.
- 2008: نص درزن.
- 2010: أحلام سعيد.
- 2010: بنات آدم.
- 2010: بنات شما.
- 2011: الغني والبخيل.
- 2013: زمان لول.
- 2014: سراي البيت.
- 2016: غمز البارود.
- 2023: طوق الحرير.

### من المسرحيات[3]
شاركت بأكثر من 20 عملا مسرحياً ومن أهمها:
- ولد فقر طايح في نعمه.
- قاضي موديل 80.
- هالشكل يا زعفران.
- مقهى بو حمده.
- الأخرس.
- حكاية لم ترويها شهرزاد.
- ليلة زفاف.
- القضية.

### المسلسلات الإذاعية[4]
شاركت في العديد من المسلسلات الإذاعية ومن أهمها:
- مسلسل «عبار» من إنتاج إذاعة أبوظبي.
- مسلسل «الطيار» من إنتاج إذاعة أبوظبي.
- مسلسل «السيف والزهرة» من إنتاج إذاعة أبوظبي.
- مسلسل «السيد المحترم» من إنتاج إذاعة أبوظبي.
- مسلسل «كلمة حق» من إنتاج إذاعة أبوظبي.
- مسلسل «الناس معادن» من إنتاج إذاعة أبوظبي.

## الجوائز
- في الإمارات
  - حصلت على جائزة التكريم الخاصة للفنان المحلي من صاحب السمو الشيخ د.سلطان بن محمد القاسمي في أيام الشارقة المسرحية وذلك في الدورة الحادية عشرة 2001.
  - جائزة أفضل ممثلة دور أول عن مسرحية «ليلة زفاف» في أيام الشارقة المسرحية.
  - حصلت على جائزة الإمارات التقديريه من رئيس الدولة الشيخ خليفه بن زايد ونائبه الشيخ محمد بن راشد.
- تونس: جائزة أفضل تمثيل نسائي للهواة في مهرجان قرطاج عن مسرحية «مقهى بوحمده».

## روابط خارجية
- سميرة أحمد على موقع قاعدة بيانات الأفلام العربية